# Arrel comestible

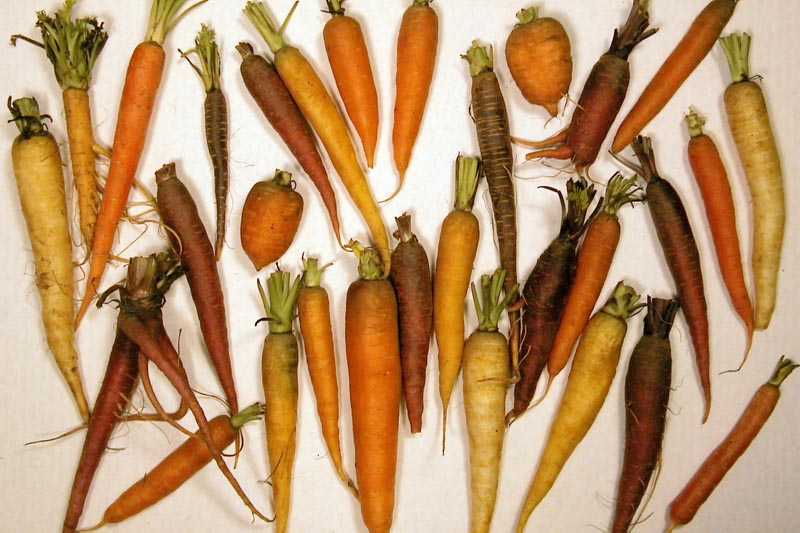
Pastanagues

Una arrel comestible és aquella arrel usada com a aliment, entenent com a "arrel" qualsevol part subterrània comestible d'una planta, i no estrictament el que com a tal s'entén en botànica. Són arrels comestibles la ceba, el gingebre, la pastanaga, la cúrcuma, l'all, el nap, etc.
Aquestes arrels solen ser riques en hidrats de carboni, tant en sucre i midó com en altres tipus. D'especial importància econòmica són aquelles arrels amb alt contingut en midó, que constitueixen aliments bàsics especialment en regions tropicals, eclipsant els cereals en bona part de l'Àfrica Occidental, Amèrica Central i Oceania, on s'empren directament o picada per elaborar plats com el fufu o el poi.
Moltes hortalisses d'arrel es conserven bé en magatzems i cellers, en alguns casos durant diversos mesos. Aquesta és una manera d'emmagatzemar els aliments per utilitzar-los molt després de la collita, que és especialment important enles latitudss no tropicals, on l'hivern és tradicionalment una època de més aviat escassa o nul·la collita. També hi ha mètodes d'extensió de temporada que poden allargar la collita durant tot l'hivern, sobretot mitjançant l'ús de politúnels o hivernacles.

## Llista d'hortalisses d'arrel
La següent llista classifica els tubercles organitzats per l'anatomia de les seves arrels.

### Tija de planta modificat[6]
Bulbs
- Allium cep (ceba)
- Allium sativum (all)

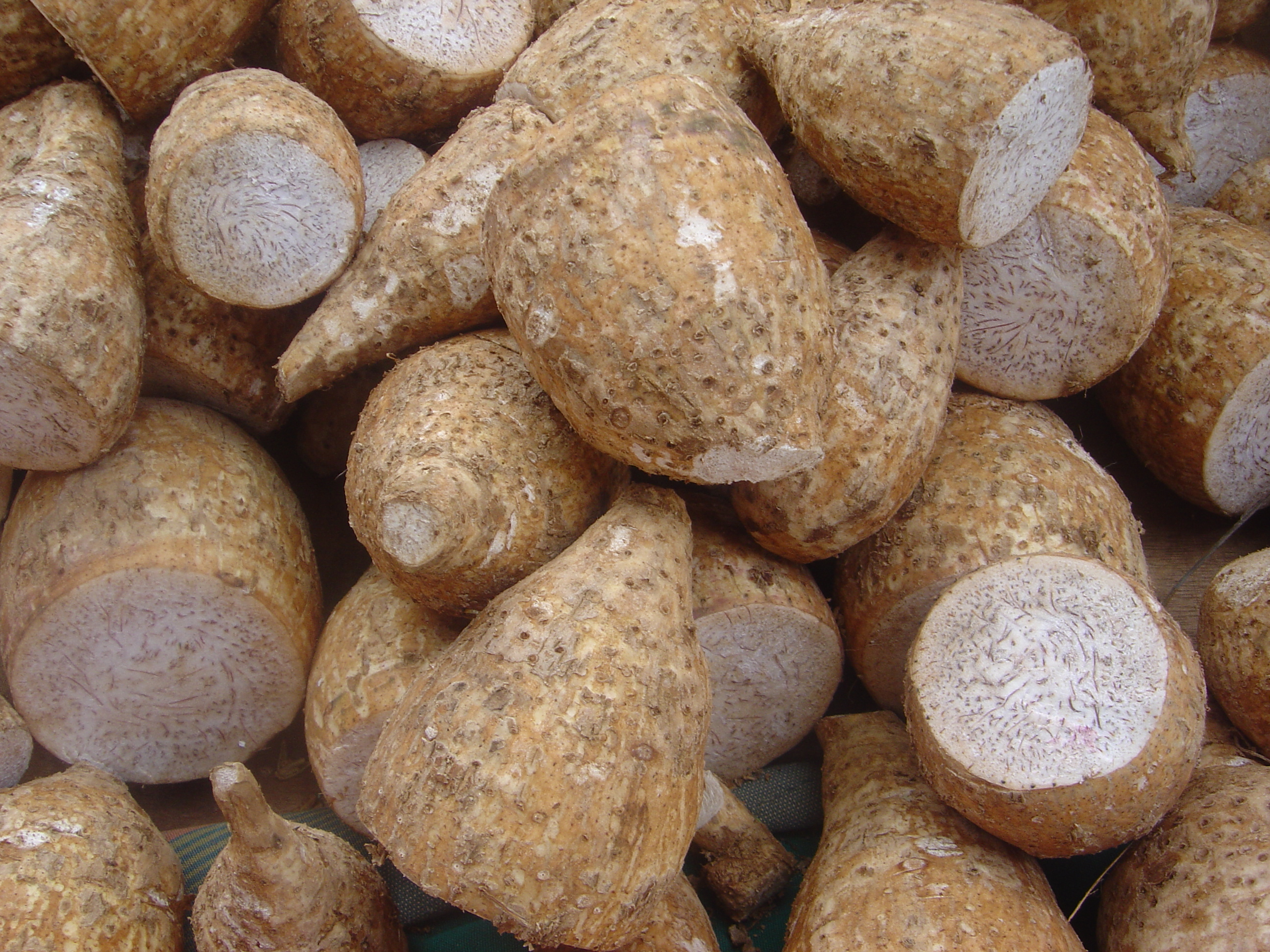
Corms de taro

- Allium ampeloprasum var. porrum (porro)
- Allium ampeloprasum var. ampeloprasum (all elefant)
- Foeniculum vulgare (fonoll)
- Camassia quamash, planta vivaç originària de l'Oest d'Amèrica

Corm
- Amorphophallus konjac (konjac)
- Colocasia esculenta (taro)
- Eleocharis dulcis (castanya d'aigua xinesa)
- Ensete (enset)
- Nymphaea (lliri d'aigua)
- Pteridium esculentum
- Sagittaria (punta de fletxa o wapatoo)
- Typha
- Xanthosoma (malanga, cocoyam, tannia, yautia i altres noms)
- Colocasia antiquorum (eddoe o papa japonesa)

Rizoma
- Curcuma longa (cúrcuma)
- Panax ginseng (ginseng)

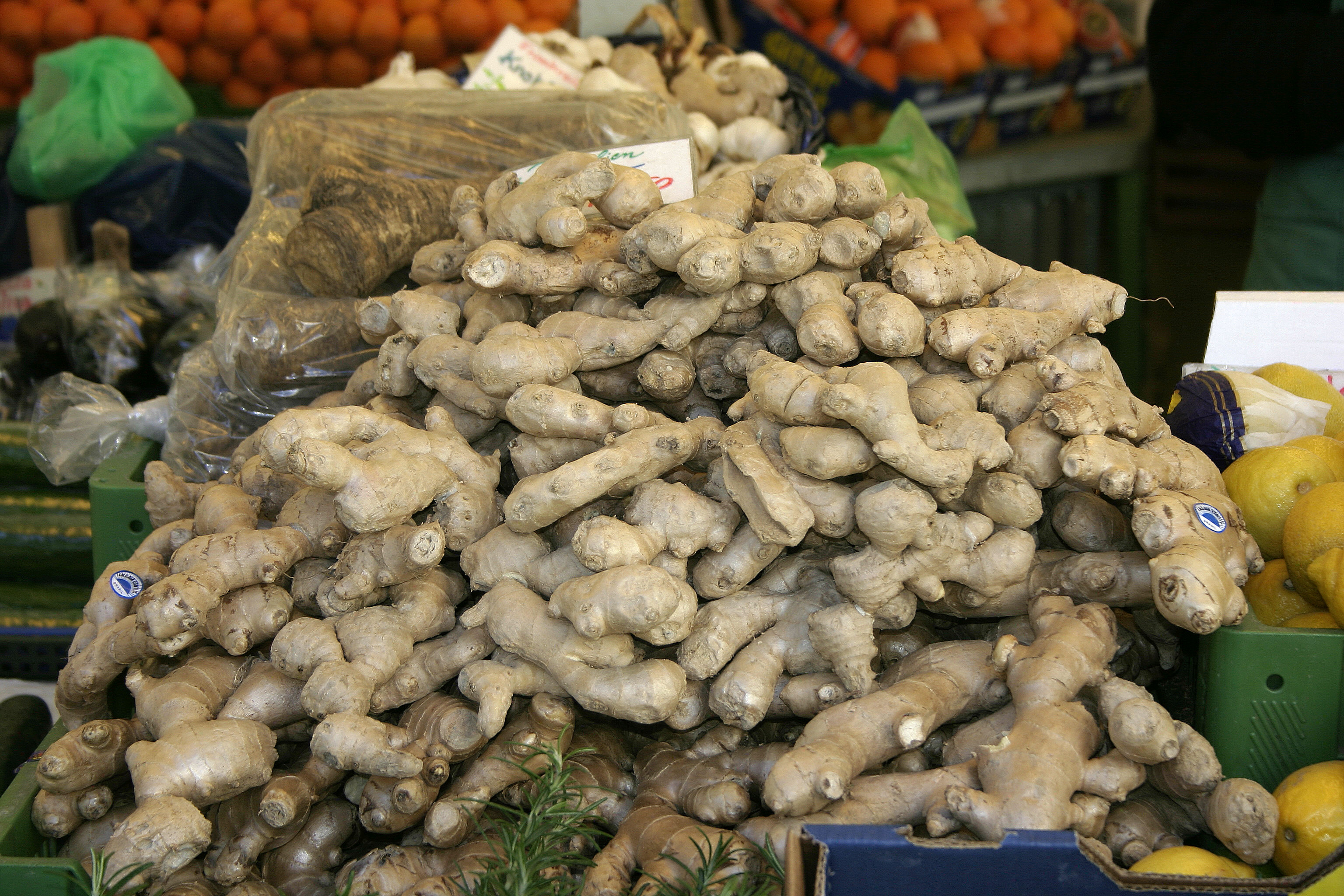
Rizomes de gingebre.

- Arthropodium (rengarenga, vainilla lliri i uns altres)
- Canna (canyes d'Índies)
- Cordyline fruticosa (tu)
- Maranta arundinacea (arrurruz)
- Nelumbo nucifera (arrel de lotus)
- Typha (espadanya o espadanya)
- Zingiber officinale (gingebre, galanga)

Tubercle

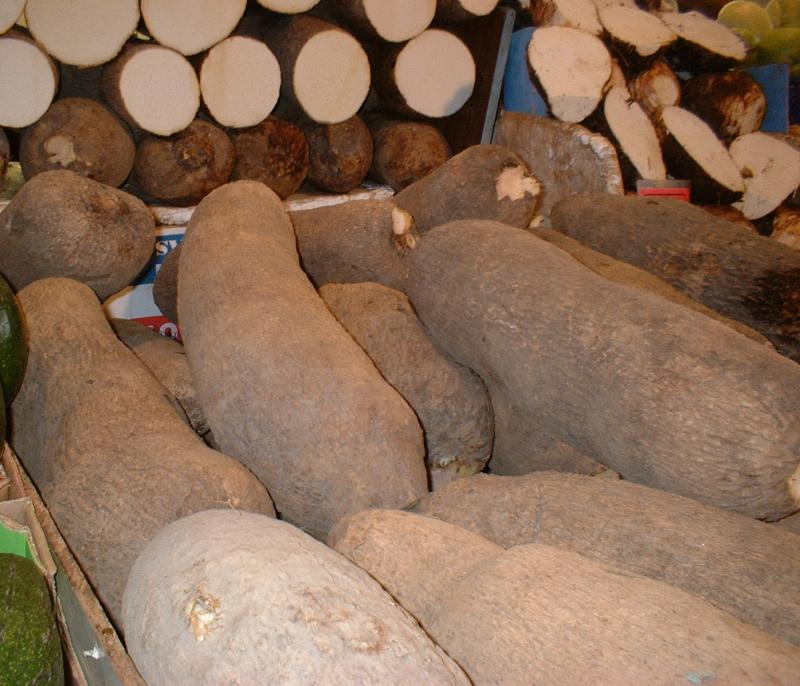
Tubercles de nyam

- Apis americana (papa de porc o maní)
- Cyperus esculentus (xufla o xufla)
- Dioscorea (nyam, ube)
- Dioscorea polystachya (nyam xinès o nyam blanc)
- Helianthus tuberosus (carxofa de Jerusalem o topinamhbur)
- Hemerocallis (lliri blanc)
- Lathyrus tuberosus (pèsol de terra)
- Oxalis tuberosa (oca)
- Plectranthus edulis i P. esculentus (kembili, dazo i uns altres)
- Solanum tuberosum (papa o patata)
- Stachys affinis (carxofa xinesa o crosne)
- Tropaeolum tuberosum (mashua o añu)
- Ullucus tuberosus (ulluco)

### Tija en forma d'arrel
- Zamia integrifolia (arrurruz de Florida)

### Arrel veritable

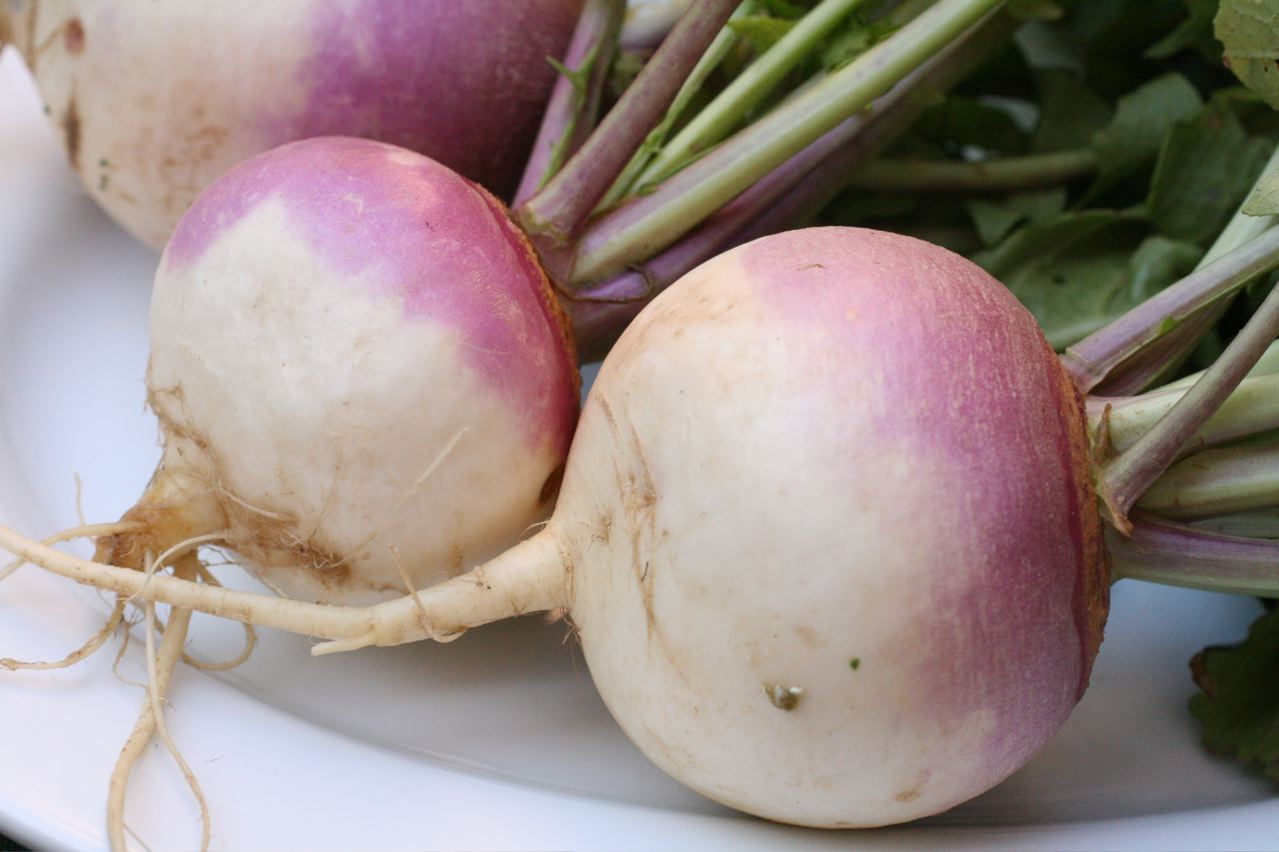
Naps, una arrel primària

#### Arrel principal
Alguns tipus poden incorporar teixit de hipocotil substancial

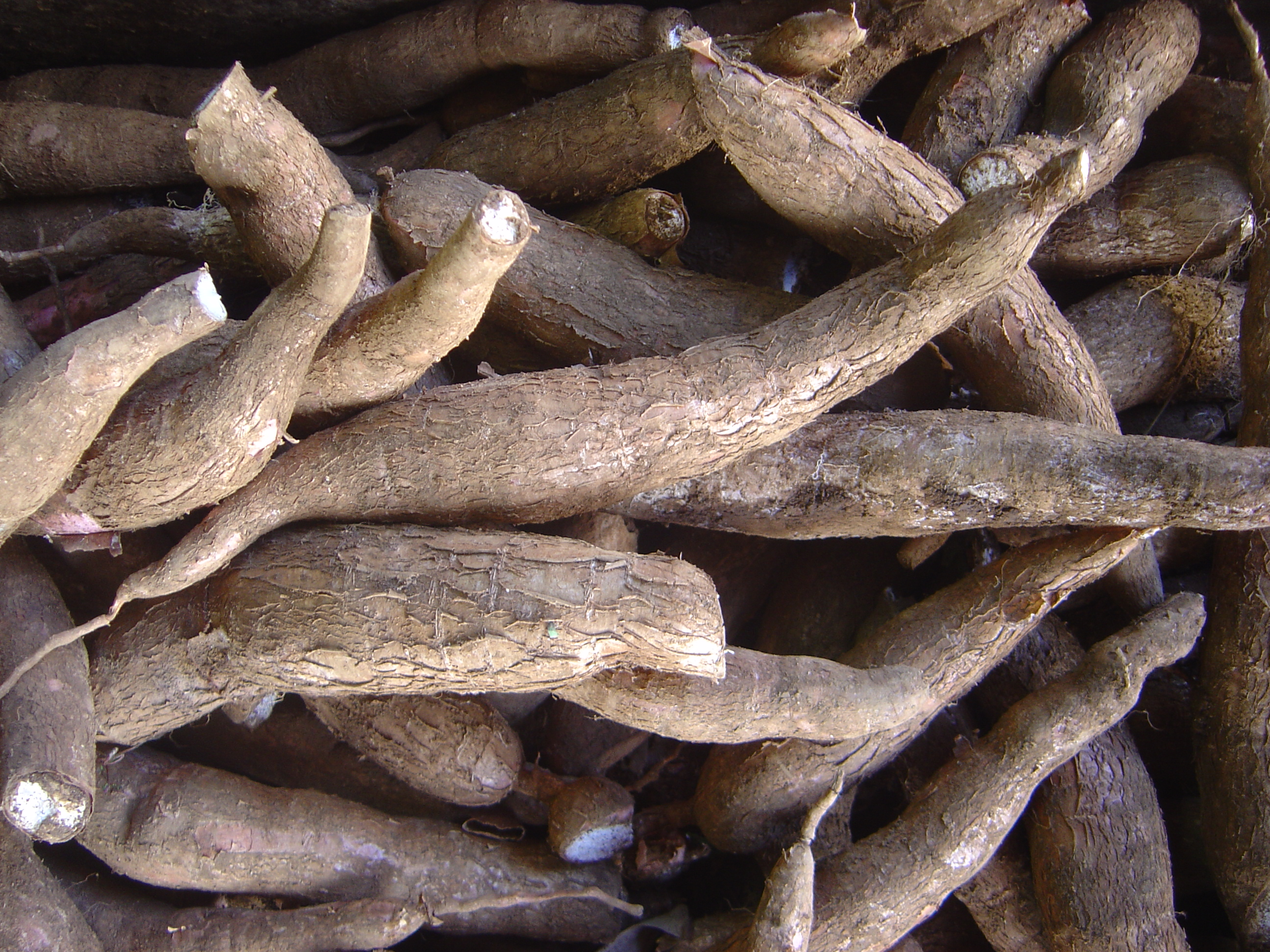
Arrels tuberoses de iuca

- Arracacia xanthorrhiza (arracacha)
- Beta vulgaris (remolatxa i mangelwurzel)
- Brassica (colinap i nap)
- Bunium persicum (comí negre)
- Arctium (bardana)
- Daucus carota (pastanaga)[7]
- Apium graveolens rapaceum (api nap)
- Raphanus sativus (Daikon - el gran rave blanc d'Àsia oriental)
- Taraxacum (dent de lleó)
- Lepidium meyenii (maca)
- Microseris lanceolata (murnong o nyam margarida)
- Pachyrhizus (jicama i ahipa)
- Chirivía (Pastinaca sativa)
- Petroselinum (arrel de julivert)
- Rave (Raphanus sativus)
- Scorzonera hispanica (salsifí negre)
- Sium sisarum (skirret)
- Tragopogon (salsifí)
- Vigna lanceolata (pastanaga de muntanya o papa de muntanya)

#### Arrel tuberosa

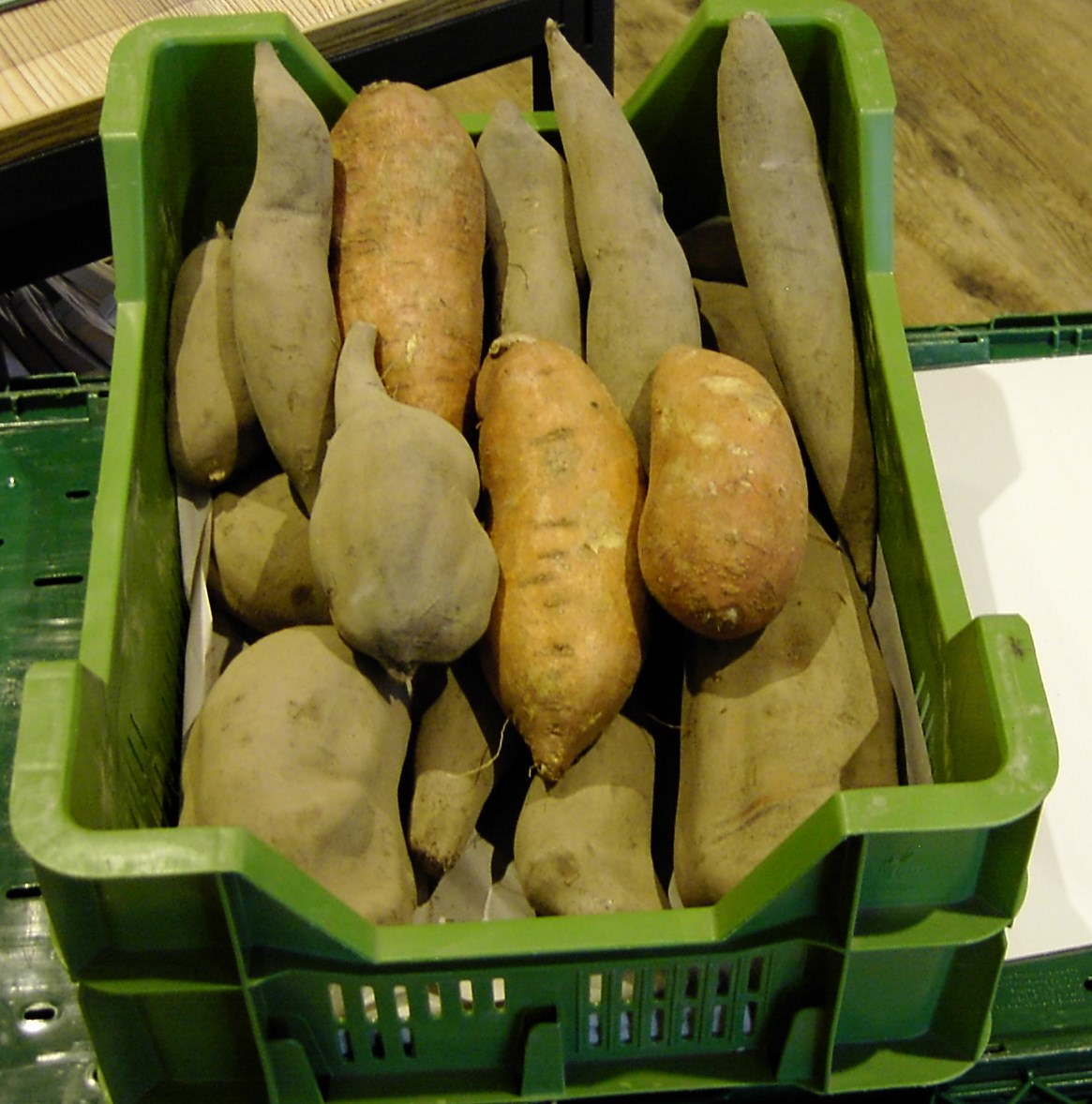
Yacón, Smallanthus sonchifolius

- Amorphophallus galbra (nyam de lliri groc)
- Conopodium majus (pignut o earthnut)
- Dioscorea polystachya (nagaimo, nyam xinès, nyam coreà, nyam de muntanya)
- Hornstedtia scottiana (gingebre natiu)
- Ipomoea moniatos (moniato)
- Ipomoea costata (nyam del desert)
- Manihot esculenta (mandioca o iuca o mandioca)
- Mirabilis expansa (mauka o chago)
- Psoralea esculenta (arrel de pa, tipsin o nap de la prada)
- Smallanthus sonchifolius (yacón)